# Açude Choró Limão
Açude Choró Limão är en reservoar i Brasilien.   Den ligger i delstaten Ceará, i den östra delen av landet, 1 500 kilometer nordost om huvudstaden Brasília. Açude Choró Limão ligger 223 meter över havet.
Omgivningarna runt Açude Choró Limão är huvudsakligen savann. Runt Açude Choró Limão är det ganska tätbefolkat, med 80 invånare per kvadratkilometer.